# 175 (število)
175 (stó pétinsédemdeset) je naravno število, za katero velja 175 = 174 + 1 = 176 - 1.

## V matematiki
- sestavljeno število.
- sedmo desetkotniško število.
- Zuckermanovo število v bazi 10: {\displaystyle 175\mid 1\cdot 7\cdot 5=35\,\!}.
- magična konstanta v magičnem kvadratu 7 × 7 : {\displaystyle M_{2}(7)={\frac {7(7^{2}+1)}{2}}}.
- {\displaystyle 175=1^{2}+7^{2}+5^{2}\,\!}.
- Ulamovo število {\displaystyle 175=69+106\,\!}.

## Drugo

### Leta
- 175 pr. n. št.
- 175, 1175, 2175